# Жданово (Стояновская сельская администрация)
Жданово — деревня в Одоевском районе Тульской области России.
В рамках административно-территориального устройства относится к Стояновской сельской администрации Одоевского района, в рамках организации местного самоуправления включается в сельское поселение Восточно-Одоевское.

## География
Деревня находится в юго-западной части Тульской области, в зоне хвойно-широколиственных лесов, в пределах Среднерусской возвышенности, к северу от автодороги 70К-306, на расстоянии примерно 10 километров (по прямой) к юго-востоку от Одоева, административного центра района.

### Климат
Климат характеризуется как умеренно континентальный, с умеренно холодной зимой и относительно тёплым летом. Среднегодовая многолетняя температура воздуха составляет +3,6 °С. Средняя температура воздуха самого холодного месяца (января) — −10,6 °C (абсолютный минимум — −42 °C); самого тёплого месяца (июля) — +18,1 °C (абсолютный максимум — +37 °C). Безморозный период длится в течение 140 дней. Среднегодовое количество атмосферных осадков составляет 680 мм, из которых большая часть (около 60 %) выпадает в тёплый период. Снежный покров держится в течение 136 дней. Среднегодовая скорость ветра составляет 3,6 м/с.

### Часовой пояс
Деревня Жданово, как и вся Тульская область, находится в часовой зоне МСК (московское время). Смещение применяемого времени относительно UTC составляет +3:00.

## Население
| 2010 |
| ---- |
| 0    |

### Национальный состав
Согласно результатам переписи 2002 года, в национальной структуре населения русские составляли 100 % из 4 чел.